# Scutigera smithii
Scutigera smithii är en mångfotingart som först beskrevs av Newport 1844.  Scutigera smithii ingår i släktet Scutigera och familjen spindelfotingar. Inga underarter finns listade i Catalogue of Life.